# Konami TMNT 2 Based Hardware
Konami TMNT2 Based Hardware es una placa de arcade creada por Konami destinada a los salones arcade.

## Descripción
El Konami TMNT2 Based Hardware fue lanzada por Konami en 1990.
El procesador que posee depende del título que albergue, pero normalmente podemos encontrar el 68000 o el 053248.
En esta placa funcionaron 10 títulos.

## Especificaciones técnicas

### Procesador
- 68000 o el 053248 (depende del juego)

### Audio
- Depende del título

## Lista de videojuegos
- Detana!! Twin Bee / Bells & Whistles / Here Comes Twinbee!!
- Golfing Greats
- Lightning Fighters / Trigon
- Parodius / Parodius DA!
- Premier Soccer
- Quiz Gakumon no Susume
- Rollergames
- Sunset Riders
- Surprise Attack
- Teenage Mutant Ninja Turtles: Turtles in Time